# Dermatobranchus albineus
Dermatobranchus albineus is een slakkensoort uit de familie van de Arminidae. De wetenschappelijke naam van de soort is voor het eerst geldig gepubliceerd in 2011 door Gosliner & Fahey.